# حارة الجامع (السياني)

تعديل مصدري - تعديل

حارة الجامع محلة تابعة لقرية الدمنة، التابعة لعزلة عميد الخارج بمديرية السياني إحدى مديريات محافظة إب في الجمهورية اليمنية.، بلغ تعداد سكانها 521 حسب تعداد اليمن لعام 2004.